# 羅伯特·西姆

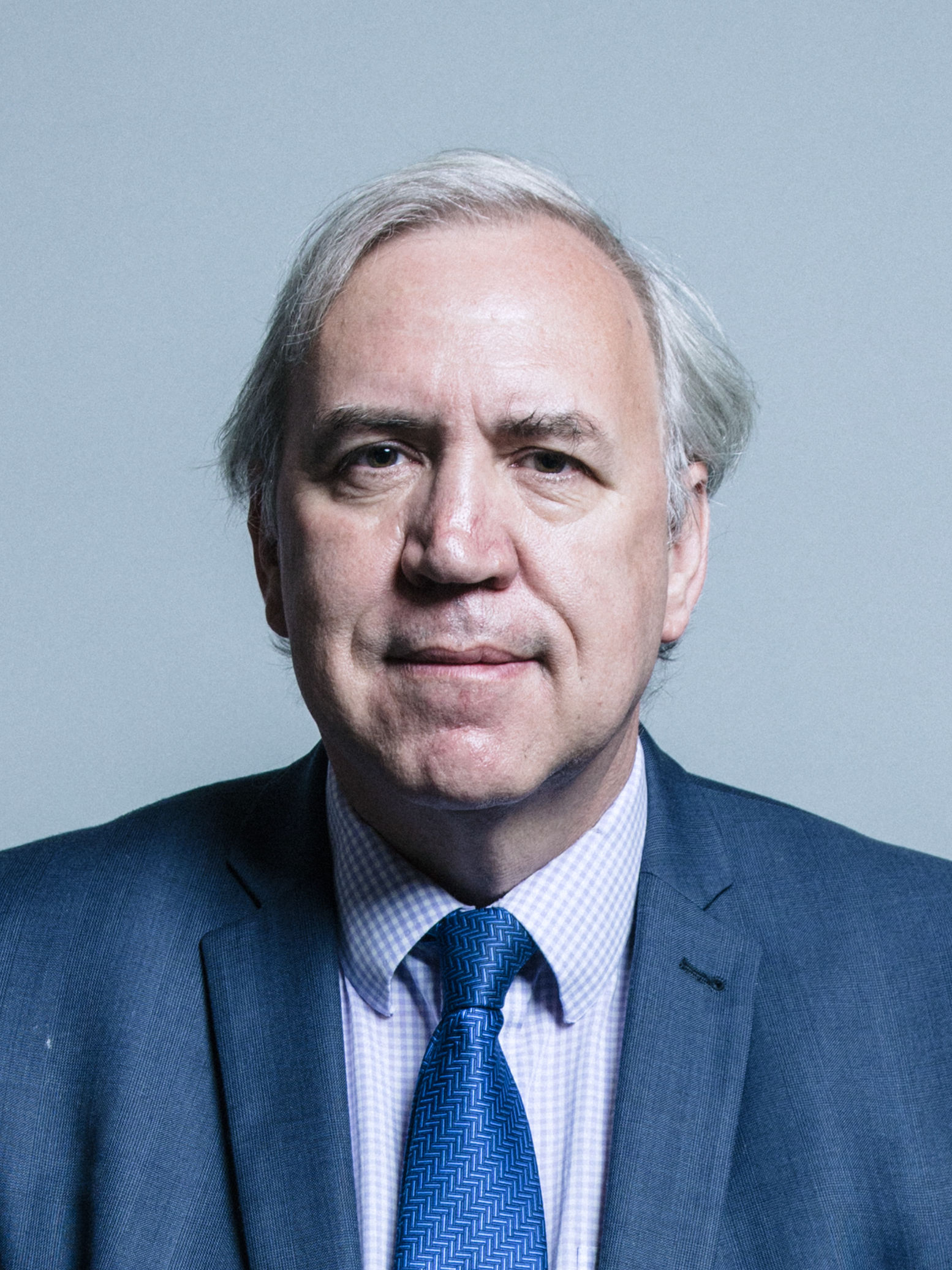

羅伯特·西姆爵士（英語：Robert Syms，1956年8月15日—）是一位英格蘭政治人物，他的黨籍是保守黨。他曾是北多塞特郡議會的議長。自1997年開始，他擔任普爾選區選出的英國下議院議員。